# 264 Libussa
264 Libussa este un asteroid din centura principală, descoperit pe 22 decembrie 1886, de Christian Peters.